# Calvisano
Calvisano är en ort och kommun i provinsen Brescia i regionen Lombardiet i Italien. Kommunen hade 8 497 invånare (2018).